# Messor carthaginensis
Messor carthaginensis är en myrart som beskrevs av Bernard 1980. Messor carthaginensis ingår i släktet Messor och familjen myror. Inga underarter finns listade i Catalogue of Life.